# Utrechter Erklärung
Die Utrechter Erklärung vom 24. September 1889 ist das Gründungsdokument der Utrechter Union der Altkatholischen Kirchen, zu der sich die in ihr verbundenen Kirchen in ihrer bis heute unveränderten Fassung bekennen.

## Entstehung
Kurz nach dem 1. Vatikanischen Konzil organisierten sich mit dem Protest hiergegen altkatholische Bewegungen in Deutschland und der Schweiz. Sie nahmen mit der bereits seit 1723 bestehenden Kirche von Utrecht in den Niederlanden Kontakt auf. Diese Kontakte verliefen allerdings in den ersten Jahren nicht ohne Spannungen. Zunächst leistete zwar die Utrechter Kirche Hilfe bei der Formierung der altkatholischen Kirchen. So firmte der Erzbischof von Utrecht Henricus Loos 1872 in Deutschland Kinder exkommunizierter Altkatholiken., und der Bischof von Deventer, Hermann Heykamp, erteilte 1873 in Rotterdam dem ersten deutschen alt-katholischen Bischof Joseph Hubert Reinkens die Bischofsweihe.
Wenig später jedoch bereiteten weitgehende Reformen in den altkatholischen Kirchen Deutschlands und der Schweiz, wie die Abschaffung des Zölibats, der niederländischen Schwesterkirche einige Mühe. Sie begann den katholischen Charakter der altkatholischen Bewegung anzuzweifeln. Dies wurde durch die vom Schweizer Bischof Eduard Herzog und dem deutschen Bischof Reinkens betriebene Annäherung an die anglikanischen Kirchen in Großbritannien und den Vereinigten Staaten noch verstärkt, da die Niederländische Kirche zu dieser Zeit die Gültigkeit der anglikanischen Weihen und damit den katholischen Charakter dieser Kirche noch bezweifelte. Erst 1925 wurden diese Weihen auch von den niederländischen Bischöfen anerkannt, was den Weg zum Bonn Agreement von 1931 ebnete.
Gegen Ende der 1880er Jahre setzte sich jedoch auf beiden Seiten der Wunsch nach engeren Beziehungen durch. Zu diesem Zweck trafen sich die fünf altkatholischen Bischöfe Johannes Heykamp (Erzbischof von Utrecht), Casparus Johannes Rinkel (Bischof von Haarlem), Cornelius Diependaal (Bischof von Deventer) sowie Joseph Hubert Reinkens (Bischof der altkatholischen Kirche Deutschlands) und Eduard Herzog (Bischof der Christkatholischen Kirche der Schweiz) am 24. September 1889 in Utrecht. Während dieses Treffens konstituierten sie sich zu einer Bischofskonferenz und stellten ausdrücklich fest, dass die von ihnen repräsentierten und geleiteten Kirchen in voller kirchlicher Gemeinschaft miteinander stehen. Sie formulierten eine Erklärung an die katholische Kirche, in der sie die leitenden theologischen Grundsätze des Altkatholizismus zusammenfassten.

## Wortlaut der Erklärung
(Originaltext, nach damaliger Rechtschreibung)

„In nomine ss. Trinitatis.
Johannes Heykamp, Erzbischof von Utrecht,
Casparus Johannes Rinkel, Bischof von Haarlem,
Cornelius Diependaal, Bischof von Deventer,
Joseph Hubert Reinkens, Bischof der altkatholischen Kirche Deutschlands,
Eduard Herzog, Bischof der christkatholischen Kirche der Schweiz,
den vier und zwanzigsten September eintausend achthundert neun und achtzig, unter Anrufung des heiligen Geistes in der erzbischöflichen Wohnung zu Utrecht versammelt, erlassen nachfolgende Erklärung

an die katholische Kirche.

Infolge einer Einladung des mitunterzeichneten Erzbischofs von Utrecht zu einer Besprechung versammelt, haben wir beschlossen, fortan von Zeit zu Zeit zur Berathung gemeinsamer Angelegenheiten, unter Zuziehung unserer Gehülfen, Räthe und Theologen, zusammen zu kommen.
Wir halten es für angemessen, bei dieser ersten Zusammenkunft die kirchlichen Grundsätze, nach welchen wir bisher unser bischöfliches Amt verwaltet haben und auch in Zukunft verwalten werden und welche wir in Einzel-Erklärungen auszusprechen wiederholt Gelegenheit gehabt haben, in einer gemeinsamen Erklärung kurz zusammenzufassen.

1. Wir halten fest an dem altkirchlichen Grundsatze, welchen Vincentius von Lerinum in dem Satze ausgesprochen hat: Id teneamus, quod ubique, quod semper, quod ab omnibus creditum est; hoc est etenim vere proprieque catholicum. Wir halten darum fest an dem Glauben der alten Kirche, wie er in den ökumenischen Symbolen und in den allgemein anerkannten dogmatischen Entscheidungen der ökumenischen Synoden der ungetheilten Kirche des ersten Jahrtausends ausgesprochen ist.

2. Als mit dem Glauben der alten Kirche in Widerspruch stehend und die altkirchliche Verfassung zerstörend verwerfen wir die vatikanischen Dekrete vom 18. Juli 1870 über die Unfehlbarkeit und den Universal-Episkopat oder die kirchliche Allgewalt des römischen Papstes. Das hindert uns aber nicht, den historischen Primat anzuerkennen, wie denselben mehrere ökumenische Concilien und die Väter der alten Kirche dem Bischof von Rom als dem primus inter pares zugesprochen haben mit Zustimmung der ganzen Kirche des ersten Jahrtausends.

3. Wir verwerfen auch als in der heiligen Schrift und der Überlieferung der ersten Jahrhunderte nicht begründet die Erklärung Pius IX. vom Jahre 1854 über die unbefleckte Empfängnis Mariä.

4. Was die anderen in den letzten Jahrhunderten von dem römischen Bischof erlassenen dogmatischen Dekrete, die Bullen Unigenitus, Auctorem fidei, den Syllabus von 1864 u.s.w. betrifft, so verwerfen wir dieselben, soweit sie mit der Lehre der alten Kirche in Widerspruch stehen, und erkennen sie nicht als massgebend an. Überdies erneuern wir alle diejenigen Proteste, welche die alte katholische Kirche von Holland in früherer Zeit bereits gegen Rom erhoben hat.

5. Wir nehmen das Conzil von Trient nicht an in seinen Entscheidungen, welche die Disciplin betreffen, und wir nehmen seine dogmatischen Entscheidungen nur insoweit an, als sie mit der Lehre der alten Kirche übereinstimmen.

6. In Erwägung, dass die heilige Eucharistie in der katholischen Kirche von jeher den wahren Mittelpunkt des Gottesdienstes bildet, halten wir es für unsere Pflicht, auch zu erklären, dass wir den alten katholischen Glauben von dem heiligen Altarsakramente unversehrt in aller Treue festhalten, indem wir glauben, dass wir den Leib und das Blut unseres Herrn Jesu Christi selbst unter den Gestalten von Brod und Wein empfangen.

Die eucharistische Feier in der Kirche ist nicht eine fortwährende Wiederholung oder Erneuerung des Sühnopfers, welches Christus ein für allemal am Kreuze dargebracht hat; aber ihr Opfercharakter besteht darin, dass sie das bleibende Gedächtniss desselben ist und eine auf Erden stattfindende reale Vergegenwärtigung jener Einen Darbringung Christi für das Heil der erlösten Menschheit, welche nach Hebr. IX, 11,12 fortwährend im Himmel von Christus geleistet wird, indem er jetzt in der Gegenwart Gottes für uns erscheint. (Hebr. IX, 24.)

Indem dies der Charakter der Eucharistie bezüglich des Opfers Christi ist, ist sie zugleich ein geheiligtes Opfermahl, in welchem die den Leib und das Blut des Herrn empfangenden Gläubigen Gemeinschaft miteinander haben. (I. Kor. X, 17.)

7. Wir hoffen, dass es den Bemühungen der Theologen gelingen wird, unter Festhaltung an dem Glauben der ungetheilten Kirche, eine Verständigung über die seit den Kirchenspaltungen entstandenen Differenzen zu erzielen. Wir ermahnen die unserer Leitung unterstellten Geistlichen, in der Predigt und bei dem Unterrichte die wesentlichen christlichen Glaubenswahrheiten, zu welchen sich die kirchlich getrennten Confessionen gemeinsam bekennen, in erster Linie zu betonen, bei der Besprechung der noch vorhandenen Gegensätze jede Verletzung der Wahrheit und der Liebe sorgfältig zu vermeiden und die Mitglieder unserer Gemeinden durch Wort und Beispiel anzuleiten, Andersgläubigen gegenüber sich so zu verhalten, wie es dem Geiste Jesu Christi entspricht, der unser aller Erlöser ist.

8. Durch treues Festhalten an der Lehre Jesu Christi, unter Ablehnung aller durch die Schuld der Menschen mit derselben vermischten Irrthümer, aller kirchlichen Missbräuche und hierarchischen Bestrebungen, glauben wir am erfolgreichsten dem Unglauben und der religiösen Gleichgültigkeit, dem schlimmsten Übel unserer Zeit, entgegenzuwirken.

Gegeben zu Utrecht, 24. September 1889.            
Johannes Heykamp.
Casparus Johannes Rinkel.
Cornelius Diependaal.
Joseph Hubert Reinkens.
Eduard Herzog.“

## Theologische Bedeutung
Wenngleich die Utrechter Erklärung die Entstehung einer Altkatholischen Kirche über Landesgrenzen hinaus markierte, genießt sie nicht den Rang einer Bekenntnisschrift. Die darin enthaltenen Grundsätze bilden jedoch bis heute einen gemeinsamen Nenner altkatholischer Kirchen, selbst über die Utrechter Union hinaus. So beziehen auch viele derjenigen Kirchen in den USA, die in der Tradition von Arnold Harris Mathew  oder Joseph René Vilatte stehen, sich in ihren theologischen Grundaussagen auf dieses Dokument.
Aus altkatholischer Sicht gilt die Erklärung von Utrecht als authentisches Zeugnis des apostolischen Glaubens.
Zugleich mit dieser Erklärung unterzeichneten die Bischöfe ein Abkommen über ihren amtlichen Verkehr und das Verhältnis der von ihnen geleiteten Kirchen zueinander. Darin wird die volle kirchliche Gemeinschaft erklärt, die auf der Utrechter Erklärung beruht.